# Le Roux (Ardèche)
Pour les articles homonymes, voir Le Roux.
Le Roux est une commune française, située dans le département de l’Ardèche en région Auvergne-Rhône-Alpes.

## Géographie

### Situation et description
La commune du Roux se situe sur le flanc sud du plateau ardéchois entre 700 et 1 250 mètres d’altitude. Le chef-lieu du Roux, se situe niché au fond de la vallée de la Fontaulière à une altitude de 850 mètres.

### Communes limitrophes
Le Roux est limitrophe de quatre communes, toutes situées dans le département de l'Ardèche et réparties géographiquement de la manière suivante :

### Climat
Pour des articles plus généraux, voir Climat d'Auvergne-Rhône-Alpes et Climat de l'Ardèche.
En 2010, le climat de la commune est de type climat méditerranéen altéré, selon une étude du CNRS s'appuyant sur une série de données couvrant la période 1971-2000. En 2020, Météo-France publie une typologie des climats de la France métropolitaine dans laquelle la commune est exposée à un climat de montagne ou de marges de montagne et est dans la région climatique Sud-est du Massif Central, caractérisée par une pluviométrie annuelle de 1 000 à 1 500 mm, minimale en été, maximale en automne.
Pour la période 1971-2000, la température annuelle moyenne est de 8,2 °C, avec une amplitude thermique annuelle de 16,4 °C. Le cumul annuel moyen de précipitations est de 1 745 mm, avec 9,8 jours de précipitations en janvier et 5,9 jours en juillet. Pour la période 1991-2020, la température moyenne annuelle observée sur la station météorologique de Météo-France la plus proche, « Mazan Abbaye Rad », sur la commune de Mazan-l'Abbaye à 5 km à vol d'oiseau, est de 7,4 °C et le cumul annuel moyen de précipitations est de 1 296,9 mm,. Pour l'avenir, les paramètres climatiques de la commune estimés pour 2050 selon différents scénarios d'émission de gaz à effet de serre sont consultables sur un site dédié publié par Météo-France en novembre 2022.

## Urbanisme

### Typologie
Au 1er janvier 2024, Le Roux est catégorisée commune rurale à habitat très dispersé, selon la nouvelle grille communale de densité à 7 niveaux définie par l'Insee en 2022.
Elle est située hors unité urbaine. Par ailleurs la commune fait partie de l'aire d'attraction d'Aubenas, dont elle est une commune de la couronne,. Cette aire, qui regroupe 68 communes, est catégorisée dans les aires de 50 000 à moins de 200 000 habitants,.

### Occupation des sols
L'occupation des sols de la commune, telle qu'elle ressort de la base de données européenne d’occupation biophysique des sols Corine Land Cover (CLC), est marquée par l'importance des forêts et milieux semi-naturels (90,8 % en 2018), en diminution par rapport à 1990 (99,9 %). La répartition détaillée en 2018 est la suivante : 
forêts (61,1 %), milieux à végétation arbustive et/ou herbacée (29,7 %), prairies (6,8 %), zones agricoles hétérogènes (2,4 %).
L'évolution de l’occupation des sols de la commune et de ses infrastructures peut être observée sur les différentes représentations cartographiques du territoire : la carte de Cassini (XVIIIe siècle), la carte d'état-major (1820-1866) et les cartes ou photos aériennes de l'IGN pour la période actuelle (1950 à aujourd'hui).

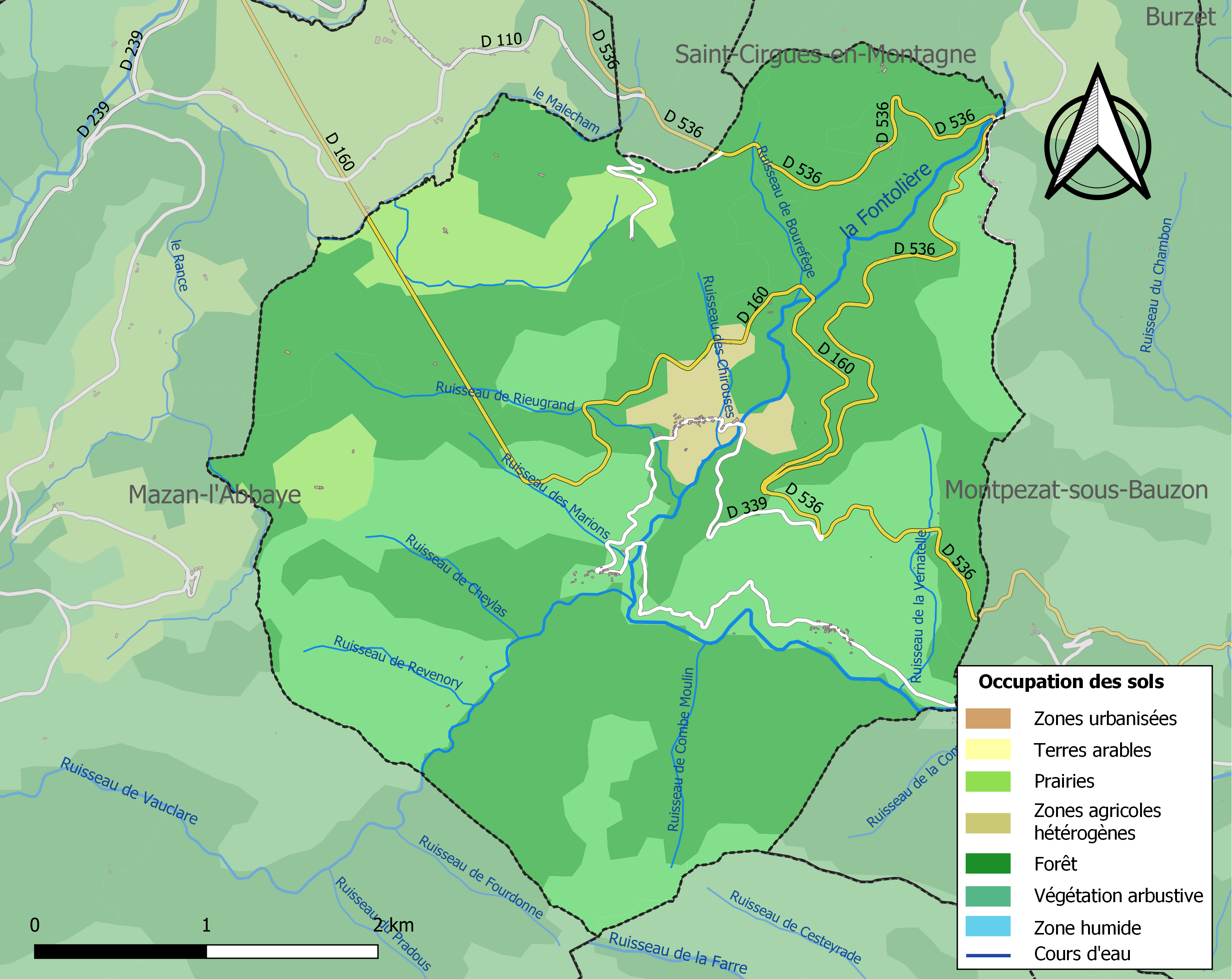
Carte des infrastructures et de l'occupation des sols de la commune en 2018 (CLC).

### Risques naturels

#### Risques sismiques
L'ensemble du territoire de la commune de La Roux est situé en zone de sismicité no 2 (sur une échelle de 5), comme la plupart des communes situées sur le plateau et la montagne ardéchoise ainsi que le sud du territoire de ce département.
| Type de zone | Niveau           | Définitions (bâtiment à risque normal) |
| ------------ | ---------------- | -------------------------------------- |
| Zone 2       | Sismicité faible | accélération = 1,1 m/s2                |

## Politique et administration
| Période                                  | Période                       | Identité          | Étiquette   | Qualité                                                             |
| ---------------------------------------- | ----------------------------- | ----------------- | ----------- | ------------------------------------------------------------------- |
| Les données manquantes sont à compléter. |                               |                   |             |                                                                     |
|                                          | 1989                          | Francisque Carron |             |                                                                     |
| mars 2001                                | mai 2020                      | Patrick Coudène   | DVD puis LR | Agent EDF Conseiller général Président de la communauté de communes |
| mai 2020                                 | décembre 2020 (démission)     | Christian Roussel | DVD puis LR | Fonctionnaire territorial                                           |
| décembre 2020                            | En cours (au 8 décembre 2020) | Joseph Volle      |             | Retraité                                                            |

## Population et société

### Démographie
L'évolution du nombre d'habitants est connue à travers les recensements de la population effectués dans la commune depuis 1793. Pour les communes de moins de 10 000 habitants, une enquête de recensement portant sur toute la population est réalisée tous les cinq ans, les populations de référence des années intermédiaires étant quant à elles estimées par interpolation ou extrapolation. Pour la commune, le premier recensement exhaustif entrant dans le cadre du nouveau dispositif a été réalisé en 2004.

En 2022, la commune comptait 64 habitants, en évolution de +30,61 % par rapport à 2016 (Ardèche : +2,48 %, France hors Mayotte : +2,11 %).
| 1793 | 1800 | 1806 | 1821 | 1831 | 1836 | 1841 | 1846 | 1851 |
| ---- | ---- | ---- | ---- | ---- | ---- | ---- | ---- | ---- |
| 430  | 487  | 579  | 551  | 600  | 664  | 611  | 653  | 628  |

| 1856 | 1861 | 1866 | 1872 | 1876 | 1881 | 1886 | 1891 | 1896 |
| ---- | ---- | ---- | ---- | ---- | ---- | ---- | ---- | ---- |
| 625  | 554  | 624  | 645  | 653  | 602  | 626  | 608  | 591  |

| 1901 | 1906 | 1911 | 1921 | 1926 | 1931 | 1936 | 1946 | 1954 |
| ---- | ---- | ---- | ---- | ---- | ---- | ---- | ---- | ---- |
| 556  | 542  | 524  | 598  | 650  | 382  | 345  | 291  | 252  |

| 1962 | 1968 | 1975 | 1982 | 1990 | 1999 | 2004 | 2006 | 2009 |
| ---- | ---- | ---- | ---- | ---- | ---- | ---- | ---- | ---- |
| 138  | 123  | 88   | 71   | 43   | 43   | 35   | 34   | 44   |

| 2014 | 2019 | 2022 | - | - | - | - | - | - |
| ---- | ---- | ---- | - | - | - | - | - | - |
| 48   | 59   | 64   | - | - | - | - | - | - |

Le Roux, qui a rassemblé plus de 860 habitants au XIXe siècle avant de connaitre un intense exode rural, ne comptait plus que 41 résidents permanents au recensement 2008 de l'INSEE, ce qui en fait un des villages les moins peuplés d'Ardèche, avec la commune de Loubaresse qui possédait 32 habitants la même année. La municipalité voit néanmoins croître régulièrement le nombre des touristes de passage et celui de ses résidences secondaires.

### Enseignement
La commune est rattachée à l'académie de Grenoble.

### Médias
La commune est située dans la zone de distribution de deux organes de la presse écrite :
- L'Hebdo de l'Ardèche

Il s'agit d'un journal hebdomadaire français basé à Valence et diffusé à Privas depuis 1999. Il couvre l'actualité de tout le département de l'Ardèche.
- Le Dauphiné libéré

Il s'agit d'un journal quotidien de la presse écrite française régionale distribué dans la plupart des départements de l'ancienne région Rhône-Alpes, notamment l'Ardèche. La commune est située dans la zone d'édition d'Aubenas.

### Cultes
La communauté catholique et l'église paroissiale (propriété de la commune) sont rattachées à la paroisse « Sainte Marie Rivier en Val d’Ardèche », elle-même rattachée au diocèse de Viviers.

### Sports
Il existe de Nombreux chemins de randonnées sur le territoire de la commune située dans la montagne ardéchoise.

## Culture locale et patrimoine

### Lieux et monuments

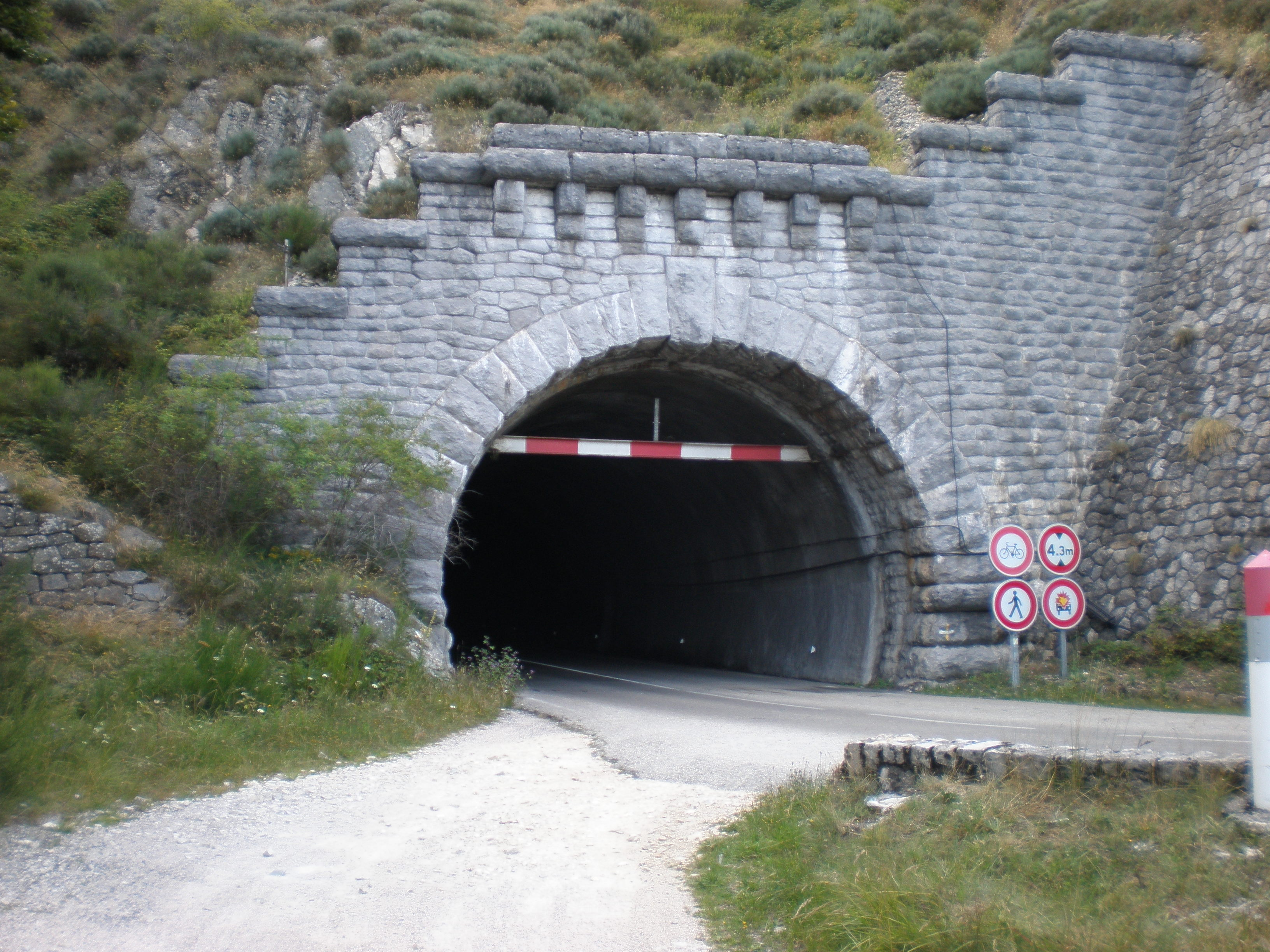
Le tunnel du Roux.

- Entre les communes de Roux et de Saint-Cirgues-en-Montagne, la route départementale D 160 emprunte le tunnel du Roux.
- Église Sainte-Marie-Saint-Sylvestre.

### Héraldique
|  | Le Roux (Ardèche) possède des armoiries dont l'origine et le blasonnement exact ne sont pas disponibles. |